# Конная Лахта
Ко́нная Ла́хта — исторический район Санкт-Петербурга (Приморский район), примыкает к Ольгино с севера. Включён в черту города 17 января 1963 года. В настоящее время входит в состав внутригородского муниципального образования Санкт-Петербурга Муниципальный округ Лахта-Ольгино.

## История
Деревня Конная Лахта впервые упомянута в Обыскной книге Спасско-Городенского погоста 1573 года под именем «Ковдуя» («Кондуя») в составе села Лахта. Название «Конная» — искажение от финского «конту», что означает «двор», «хозяйство». В буквальном переводе Конту Лахта — «двор у залива». Схожая этимология у названий городов Кандалакша и Кондопога.
В 1617 году деревня оказалась в составе Швеции и на несколько десятилетий запустела. Постоянные жители вновь появились на Конной Лахте только около 1680 года. Возвращена в состав России в ходе Северной войны в 1703 году. В начале деревня находилась во владении казны, в 1724 году была приписана к Дубковскому дворцу и Сестрорецкому оружейному заводу. С 1766 года входила в состав Лахтинского частновладельческого имения. Среди её владельцев — графы Г. Г. Орлов, Я. А. Брюс, с 1845 года — графы Стенбок-Ферморы.
В 1768 году в окрестностях Конной Лахты обнаружен Гром-камень, в зимние месяцы 1769-1770 годов осуществлена грандиозная операция по его перевозке при помощи специальной «шаровой машины» на побережье Финского залива, откуда водой 23 сентября 1770 года его доставили в Петербург, на Сенатскую площадь, где камень лег в основание памятника Петру I работы Э. Фальконе Медный всадник. Путь длиной около 8 километров от лесного урочища до пристани Гром-камень, весивший около 1800 тонн, преодолел за пять неполных месяцев. 20 января 1770 года Конную Лахту посетила Екатерина II, где лично наблюдала за движением Гром-камня. В честь успешного завершения операции была выбита медаль с надписью «Дерзновению подобно». В том месте, где из земли извлекли Гром-камень, образовался пруд, названный Петровским. Заполненная водой аппарель, по которой поднимали из котлована камень, превратилась в канал, указывающий направление его движения. Пруд окружен высоким валом вынутой из котлована земли. Перевозка камня осуществлялась по трассе Коннолахтинского проспекта.
В 1882 году на Конной Лахте проживало 19 крестьянских семей коренного населения и 11 семей пришлых, всего 123 человека, подавляющее большинство лютеранского вероисповедания. Конная Лахта, расположенная далеко от моря и гораздо дальше от Петербурга, чем Лахта, популярностью у дачников не пользовалась, и её жители в большей степени сохраняли традиционные крестьянские занятия. На Конной Лахте располагался один из двух графских охотничьих домов. В 1899—1900 годах граф А. В. Стенбок-Фермор построил там новый каменный охотничий дом с застольной, спальней, комнатами для лесника и егеря. В 1916 году Акционерное общество «Лахта» графа А. В. Стенбок-Фермора и К° возвело здесь кирпичный и клинкерный завод, а на болотах в окрестностях деревни развернуло торфоразработки.
В марте 1921 года в дни Кронштадтского мятежа на Конной Лахте размещался штаб Северной группы 7-й армии.
В 1922 году заброшенный и полуразрушенный торфозавод был капитально отремонтирован и пущен в ход. Кирпично-клинкерный завод восстанавливать не стали. В 1930 году на Конной Лахте был создан колхоз «Контула». В 1935 году в деревне проживало 247 человек. 28 марта 1942 года лахтинских финнов принудительно эвакуировали. Колхоз «Контула» остался без работников и прекратил существование.
После войны возобновилось индивидуальное жилищное строительство. 11 февраля 1957 года Исполком Ленгорсовета выделил на Конной Лахте участки для сотрудников предприятий и организаций Василеостровского, Ждановского и Свердловского районов, а 30 марта того же года включил Конную Лахту в черту рабочего поселка Лахта. В конце 1950-х годов в районе Конной Лахты появились садовые товарищества рабочих завода имени Карла Маркса и других крупных предприятий Ленинграда.
В 1963 году Конная Лахта вошла в городскую черту. Утверждённый в 1976 году проект планировки северо-западных районов Ленинграда предусматривал создание нежилой зоны «Конная Лахта». В соответствии с ним в 1979—1986 годах были построены очистные сооружения — Северная станция аэрации. Третий пусковой комплекс, сданный в эксплуатацию в 1995 году, позволил увеличить её мощность до 1250 тысяч кубометров сточных вод в сутки. В 2001 году вступила в строй Северо-Западная ТЭЦ, в 2007 году — Завод по сжиганию осадка сточных вод.
Одновременно со строительством очистных сооружений жителей Конной Лахты переселили в городские квартиры, их дома были снесены. С 1998 года Конная Лахта входит в состав Муниципального образования Лахта-Ольгино. Развитие промышленной зоны продолжается, здесь появляются все новые и новые предприятия, складские помещения и производственные цеха, берущие в плотное кольцо еще сохраняющиеся дачные домики старых садовых товариществ. В 2020 году власти города объявили, что планируют переводить в Конную Лахту «Асфальтобетонный завод № 1».

## Достопримечательности
- Памятник природы «Петровский пруд»